# Baknieuws

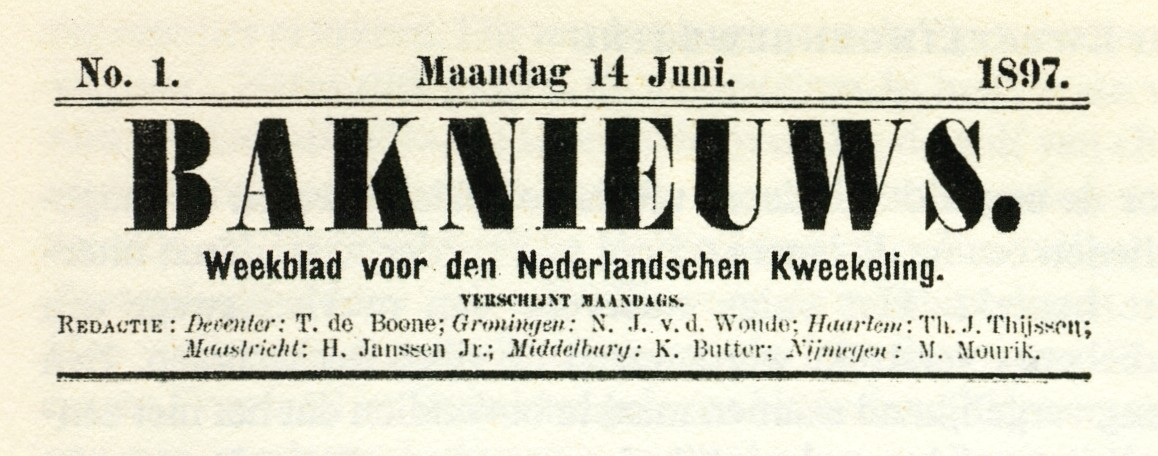
Baknieuws nr. 1, 14 juni 1897

Baknieuws, Weekblad van den Nederlandschen Kweekeling, was een tijdschrift dat vanaf 1897 gedurende enkele jaren op kweekscholen in Nederland verscheen. Initiatiefnemer was Theo Thijssen. Het verschijnen van het eerste nummer van Baknieuws wordt wel beschouwd als het begin van de vrije jeugdbeweging in Nederland.

## De rijkskweekscholen
De rijkskweekscholen waren opleidingen voor onderwijzers waar door het verstrekken van rijksbeurzen in het levensonderhoud van de leerlingen werd voorzien.
Voor begaafde kinderen uit de volksklasse boden daardoor eigenlijk alleen de rijkskweekscholen mogelijkheden.
De leerlingen, die kwekelingen genoemd werden, begonnen hun opleiding meestal rond hun 14e jaar en deden examen als ze 18 waren. Veel leerlingen “van buiten” woonden in kosthuizen, die “kasten” genoemd werden. De kweekschool zelf werd de “bak” genoemd (en kweekscholen voor onderwijzeressen “engelenbakken”).

## De kwekelingenbeweging
Als bepalende factoren voor het ontstaan van een beweging onder kwekelingen rond de eeuwwisseling (van de 19e naar de 20e eeuw) moeten vooral de omstandigheden op en rond de (rijks)kweekscholen genoemd worden:
- het strenge regime van de kweekscholen;
- het feit dat leerlingen van 14 jaar aan het vertrouwde ouderlijk huis werden onttrokken;
- het feit dat deze leerlingen door hun studie het ouderlijk milieu ontgroeiden.

Daarnaast veranderde het geestelijk klimaat aan het eind van de 19e eeuw ingrijpend. Belangrijke elementen van deze kentering waren: de herontdekking van de wereld achter de zintuiglijke indruk – artistiek symbolisme en wijsgerig idealisme- en de reactie op het liberalisme.

## De eerste nummers vanBaknieuws
Op maandag 14 juni 1897 verscheen het eerste nummer van Baknieuws, het “Weekblad van den Nederlandschen Kweekeling”. Het eerste 'stiefkind der publicistiek', zoals Prakke in 1956 de 'groepskrantjes der opkomende voorhoede' noemde, was geboren:

Ons relaas dan begint in 1897 op en om de Rijkskweekschool te Haarlem, waar de kwekeling Theodoor Thijssen zich zondag aan zondag met zijn collega Varossieau de vingers blauw werkte om voor de maandag de schoolkrant 'Baknieuws' – 'weekblad voor den vrolijken bakkeling' gereed te krijgen.

Het eigenlijke begin van de krant is overigens van november 1896. Toen was de krant door de bakkelingenclub 'De Ridders van de ronde tafel' in het leven geroepen voor het 3de en 4de studiejaar. Het circuleerde in één geschreven exemplaar door de kosthuizen der kwekelingen.
Het bijzondere van het 'Baknieuws', zoals dat vanaf maandag 14 juni 1897 verscheen, was het streven om het te maken tot een algemeen orgaan, “door heel het land gelezen, én in wat daaruit in de kwekelingenwereld groeide.” Theo Thijssen trad zelf op als hoofdredacteur, en vormde een netwerk van plaatselijke redacteuren in Deventer, Groningen, Maastricht, Middelburg en Nijmegen. Er was – vanaf het tweede nummer - ook een redacteur verbonden aan de gemeentelijke kweekschool in Amsterdam.
Thijssen publiceerde zelf in Baknieuws “humoristische gedichten, beschouwingen over onder andere de nieuwe literaire richting van de Tachtigers – hij bewonderde vooral Lodewijk van Deyssel – en wat melodramatische prozaschetsen, waaruit al enige sociale betrokkenheid sprak”. Later zou Thijssen bekend worden door het blad De Nieuwe School, als bestuurslid van de Bond van Nederlandsche Onderwijzers, als lid van de Tweede Kamer en de gemeenteraad van Amsterdam voor de SDAP, en natuurlijk vooral als schrijver van de roman Kees de jongen.
Een andere naam die we in Baknieuws tegenkomen is die van Rob, of Rommert Casimir (zijn naam wordt ook gespeld als Kasimier).

## Baknieuwsals beweging
Al snel spraken de kwekelingen over het blad als “een bond” en over de abonnees in een bepaalde plaats als “een afdeling”. “In deze verschuiving van de terminologie uit zich op een haast onbewsute en spontane wijze de onweerstaanbare drang naar aaneensluiting, naar het emotioneel beleven van het samen-zijn”. Harmsen ziet hierin het bewijs dat deze vrije jeugdbeweging uit de kwekelingen zelf voortkwam.
In deze tijd ontstaat ook de Bakmars, dat lange tijd het lijflied van alle vrije jeugdbewegers zou blijven en tot op heden in de Nederlandse Jeugdbond voor Natuurstudie (NJN) gezongen wordt.

## Generatieconflict
De directeur van de Haarlemse kweekschool beschouwde het blad als subversief en vaardigde een verbod uit. Daarop droeg Thijssen het hoofdredacteurschap zogenaamd over aan een leerling van de gemeentelijke kweekschool te Amsterdam. Sindsdien verschenen zijn artikelen onder diverse schuilnamen. Toen vervolgens op de kweekscholen in Haarlem, Deventer en Maastricht het verbod werd uitgevaardigd om Baknieuws te lezen of van kopij te voorzien, werd – in de woorden van Harmsen – de flauw levende generatietegenstelling omgezet in een generatieconflict. Dit wordt door hem beschouwd als belangrijk kenmerk van de (vrije) jeugdbeweging.
Baknieuws kan worden gekarakteriseerd als een tijdschrift, “waarin het ontwakend zelfbewustzijn van jonge onderwijzers in opleiding zijn uitdrukking kreeg. Vele passages wezen op het verhevene van het onderwijzersambt, waardoor de kwekeling het besef kreeg geroepen te zijn tot een maatschappelijke opdracht”.

## Het einde vanBaknieuws
Omtrent de wijze waarop het blad aan zijn eind kwam, is in de literatuur geen informatie te vinden. Wel is bekend dat Baknieuws het jaar 1900 niet overleefde.
In 1903 zou het worden opgevolgd door de Kweekelingen-Bode.

## Voetnoten
1. ↑  Harmsen 1961, p. 73
2. 1 2  Prakke 1956, p. 16
3. ↑  de Baar 1998
4. ↑  
E. Mulder, 'Kasimier, Rommert (1877-1957)', in Biografisch Woordenboek van Nederland; zie ook Harmsen 1961, p. 76. Gearchiveerd op 19 mei 2011.
5. ↑  Harmsen 1961, p. 75/6
6. ↑  De Baar 1998
7. ↑  Harmsen 1961, p. 77; zie ook Bakker e.a. 2010, p. 302
8. ↑  Bank & Van Buren 2000, p. 230
9. ↑  Harmsen 1961, p. 79